# Damschroder Rock
Der Damschroder Rock ist ein 1595 m hoher Felsvorsprung im westantarktischen Queen Elizabeth Land. In den Pensacola Mountains ragt er am Ende eines verschneiten Gebirgskamms auf, der sich vom zentralen Pecora Escarpment über 4 km in westlicher Richtung erstreckt.
Der United States Geological Survey kartierte ihn anhand eigener Vermessungen und Luftaufnahmen der United States Navy aus den Jahren von 1956 bis 1966. Das Advisory Committee on Antarctic Names benannte ihn 1968 nach Gerald Hal Damschroder (1937–2020), Baumechaniker auf der Plateau-Station im antarktischen Winter 1966.